# Scott Jorgensen
Scott Roger Jorgensen, född 17 september 1982, är en amerikansk MMA-utövare som har tävlat i Ultimate Fighting Championship och WEC.